# Atuna
Genre
Classification APG III (2009)
Atuna est un genre de plantes à fleurs de la famille des Chrysobalanaceae. Ce sont des arbres originaires d'Inde, d'Asie du Sud-Est et des îles du Pacifique.

## Synonymes
- Atunus Lam.
- Cyclandrophora Hassk.
- Entosiphon Bedd.
- Parinari subgen. Cyclandrophora (Hassk.) Blume
- Parinari subgen. Macrocarya Miq.
- Moquilea sect. Cyclandrophora (Hassk.) Endl.
- Parinari sect. Cyclandrophora (Hassk.) Müll.Hal

## Liste d'espèces
Selon World Checklist of Selected Plant Families (WCSP) (14 juin 2012) :
- Atuna cordata Cockburn ex Prance (1987)
- Atuna elliptica (Kosterm.) Kosterm. (1969)
- Atuna indica (Bedd.) Kosterm. (1969)
- Atuna latifrons (Kosterm.) Prance & F.White, Philos. Trans. (1988)
- Atuna nannodes (Kosterm.) Kosterm. (1969)
- Atuna penangiana (Kosterm. & Prance) Kosterm. (1969)
- Atuna racemosa Raf. (1838)
- Atuna travancorica (Bedd.) Kosterm. (1969)